# Программа 863

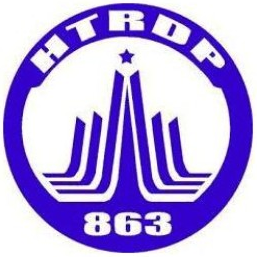
Программа 863

Программа 863 — Государственная программа или План развития высоких технологий, инициированная правительством Китайской народной республики. Программа направлена на стимулирование развития передовых технологий в различных областях исследований. Основная цель программы 863 — независимость государства от импорта зарубежных технологий.
Оригинальное название 863 образовано от того, что программа появилась в третьем месяце (3, март) 1986 года. Название было предложено в письме нескольких китайских инженеров (Ван Ганьчан, Ван Даянь, Ян Цзячи и Чэнь Фанюнь), адресованном китайскому правительству и было поддержано Дэн Сяопином.

## Результаты программы 863
Космические технологии:
- Семейство космических кораблей Шэньчжоу.

Микроэлектроника:
- Семейство компьютерных микропроцессоров Loongson.
- Семейство компьютерных микропроцессоров ShenWei.

Суперкомпьютеры:
- Sunway BlueLight MPP, 2011 год, 1 PFLOPS, на базе 8575 16-ти ядерных процессоров SW1600 семейства ShenWei.